# Ненормальные
«Ненормальные» (фр. Les Anormaux) — курс лекций, прочитанный Мишелем Фуко в Коллеж де Франс в период с ноября 1974 по март 1975 года и представляющий собой выявление и исследование ряда элементов, приведших к формированию в новой истории Западной Европы понятия «ненормального». В этом курсе лекций Фуко обращается и к таким темам, как микрофизика власти, техники дисциплинирования, формирование дисциплинарных пространств и происходящее параллельно с этим формированием становление нормативного знания о человеке. Курс состоит из одиннадцати лекций, в 1999 году он был издан отдельной книгой в парижском издательстве «Gallimard» (издание подготовили Франсуа Эвальд и Алессандро Фонтана).

## Содержание
Курс лекций «Ненормальные» Фуко начинает с анализа современных судебно-медицинских экспертиз, показывая, что они противоречат как нормам права, так и законам научного дискурса в целом. Блок этих материалов состоит из отчётов, представленных французским судам психиатрами, которые имели в 1950—1970-е годы серьёзную научную репутацию, и относящихся к судебным процессам, проходившим в то время, когда Фуко читал свой лекционный курс, либо завершившимся немного ранее. Фуко выбрал эти материалы из большого количества документов — как из публикаций в рубриках происшествий изданий, адресованных широкому читателю, так и из материалов специализированной прессы (юридических журналов).
Тексты экспертиз, цитаты из которых привёл Фуко в начале своего курса лекций, носят гротескный характер и вызывают впечатление гротеска вне зависимости от уровня профессиональной состоятельности эксперта. Эти цитаты вызывали у слушателей хохот; анализ экспертиз позволил Фуко раскрыть один из важных механизмов функционирования современной власти: хотя согласно закону судмедэксперты обязаны установить степень вменяемости подсудимого (отсутствие вменяемости «отменяет» факт преступления), в действительности эксперты выясняют совсем другое — степень опасности подсудимого для общества; другими словами, занимаются описанием самой его личности. Как отмечает Фуко, «Экспертиза позволяет совершить переход от поступка к поведению, от преступления к образу жизни и представить образ жизни как нечто тождественное самому преступлению, только… обобщённо выраженное в поведении индивида». Тексты экспертиз по сути носят не научно-правовой характер, а выполняют бюрократическую, властную функцию и оттого несут на себе печать «воспитательного», «родительского» дискурса, адресованного к неразумному дитяти. Именно формирование подобного дискурса и является темой цикла лекций Фуко. При этом он использовал обширное количество источников: в том числе документы (включая судебно-медицинские экспертизы XIX века) и историческую литературу (прежде всего те работы, в которых изучается история медицины и история психиатрии в частности).
В своих лекциях Фуко подчёркивает, что в рамках нормализующего дискурса психиатр фактически является и судьёй, и следователем — но не на уровне юридической ответственности подследственных, а на уровне «реальной виновности». При этом заботу о человеке, совершившем преступление, берёт на себя техника нормализации. Фуко высказывает мнение, что «эти техники и сопряжённые с ними рычаги нормализации не просто стали следствием встречи, композиции, взаимной прививки медицинского знания и судебной власти, но что на самом деле особой разновидности власти — не медицинской и не судебной, а другой — удалось захватить и вытеснить на всех уровнях современного общества как медицинское знание, так и судебную власть». Объектом судебно-медицинской власти являются не преступники/невиновные и не больные/здоровые, а нормальные/ненормальные. Эта практика модифицирует и судебную власть, и медицинское знание, представляя собой инстанцию контроля над ненормальным.
Фигура «ненормального», которая окончательно оформилась во Франции и других странах Европы к концу XIX века, не идентична, по Фуко, фигуре безумца, хотя и унаследовала некоторые её признаки. Эта фигура представляет собой социальный феномен, возникающий на пересечении науки и права, медицины и карательных механизмов. «Ненормальный» отторгается социумом и не подпадает под действие законов; это потенциальный источник угрозы и «криминогенный элемент», который не становится изгоем, как прокажённый в Средние века, и не подвергается казни, но подвергается активному коррекционному воздействию, включён в сложную систему исправительных практик. По сути, «ненормальный» является продуктом нового искусства управления, сформировавшегося в Европе в первой трети XIX столетия. Это искусство Фуко называет «властью-знанием» и отмечает, что оно направлено в том числе на изучение отдельного человека, особенностей его психологии и поведения, включает в себя механизмы всепроникающего контроля, наблюдения за всеми телесными и духовными проявлениями индивида. Таким образом, описывая фигуру «ненормального», Фуко изучает генезис «власти нормализации», во многом сохранившейся и во второй половине XX века.
Как отмечает Фуко, общий процесс социальной, политической и технической нормализации начался ещё в XVIII веке. По времени это приблизительно совпадает с появлением дисциплинарной власти и ослаблением власти суверенной (власти-господства). Нормализация распространилась на социальную, производственную, военную, образовательную и политическую сферы; она ярко проявляется в военных уставах, стандартизации школ, стандартных медицинских процедурах и др.
Фуко подчёркивает, что норму следует понимать не как естественный закон, но как способность принуждения: «…Норма является носителем некоторой властной претензии. Норма — это не просто и даже вовсе не принцип интеллигибельности, это элемент, исходя из которого обосновывается и узаконивается некоторое исполнение власти». Норма направлена не на исключение и отторжение, но на позитивное вмешательство и преобразование; она не запрещает индивиду участие в каком-либо социальном процессе, но подготавливает, дрессирует, адаптирует его — однако это выполняется с позиции власти, совершается определёнными социальными и политическими институтами. В результате своего анализа нормализующей власти Фуко приходит к выводам относительно природы власти. Традиционное представление о том, что власть — негативный механизм притеснения, что она представляет собой надстроечную структуру, располагающуюся над «игрой сил», и что власть сущностно связана с эффектами непризнания, Фуко считает ошибочным и утверждает, что такое представление о власти основано на изучении исторически пройденных моделей общественного устройства. Репрессия власти — лишь побочный эффект той власти, которая сформировалась в XVIII веке; центральными же для этой власти являются механизмы производства (прежде всего производства нормы).
В основу проблемы аномалии, сформулированной в XVIII веке и заложившей основу для нормализации в психиатрии в том виде, в каком она существует в нынешнее время, легли, согласно Фуко, три фигуры: «монстр», «неисправимый» и «мастурбатор». Первая из этих фигур существовала в рамках политико-судебной власти, вторая — в рамках дисциплинарной, третья — в рамках власти над телом; типами знания, в рамках которых существуют эти три фигуры, являются для монстра — естественная история, для неисправимого — педагогика, для мастурбатора — биология сексуальности. Вплоть до конца XVIII столетия эти три фигуры были обособлены друг от друга, и объединились они только тогда, когда возникла регулярная сеть знания и власти, а разделёнными первоначально оставались именно в той мере, в которой разделены были те типы знания и типы власти, в рамках которых они находились.
Среди этих трёх фигур Фуко больше всего интересует монстр — фигура, сочетающая в себе невозможное и запрещённое. Единственная вина его заключается лишь в том, что он монстр. Из упомянутых трёх фигур именно монстр является наиболее древней: он возник на основе и получеловека-полузверя Средних веков, и тех или иных человеческих «диковин» (сиамские близнецы, гермафродиты и др.), которые интересовали гуманистов Ренессанса, от Поджо до Амбруаза Паре. Фуко описывает ситуацию с гермафродитами, до начала XVII века подвергавшимися сожжению на костре лишь за то, что они гермафродиты. В отличие от простого урода, монстр присутствует в тех случаях, когда в наличии не только природная аномалия, но и нарушение законов общества или религии, «там, где противоестественное беззаконие затрагивает, попирает, вносит сбой в гражданское, каноническое или религиозное право». Например, может возникать вопрос: крестить ли сиамских близнецов как одного человека или как двух; как поступать с ними, если один из сиамских близнецов совершил преступление, а второй к этому преступлению непричастен.
В конце XVIII столетия, согласно Фуко, на фоне этой естественно-правовой проблемы возникает новая категория: поведенческая, моральная монструозность. Вместо соматико-юридической проблемы монстр теперь становится проблемой криминальной и даже политической, что обусловлено эволюцией карательной власти. Началось это перед Великой французской революцией: в период, ей предшествующий, образовалась тесная ассоциативная связь между монстром и тираном, что особенно проявилось в ходе дебатов 1792—1793 годов о том, какой каре подвергнуть Людовика XVI. Фигура короля-тирана стала трактоваться как фигура абсолютного врага общества, монстра, попирающего своим поведением нормы «общественного договора»; монстром оказывается и супруга короля Мария-Антуанетта. Эта королевская чета явилась первым великим «моральным монстром», сосредоточив в себе все те признаки, что во второй половине XIX века стали распространяться на всю категорию «ненормальных»: прирождённых преступников, насильников, анархистов и др. В это время монстр оказывается моделью самых различных мелких аномалий поведения и правонарушений. Как пишет Фуко, «Ненормальный — это банализированный монстр». Если прежде монструозность сама по себе подразумевала наличие криминальности, то в XIX веке эта связь становится обратной: теперь уже за всякой криминальностью стремятся обнаружить монструозность. С середины XIX столетия психиатрия существует в нормативно-патологическом пространстве, населяемом потомками «монстров» — «ненормальными».
Вторая фигура классической эпохи, ставшая, наряду с «монстром», прообразом фигуры «ненормального» XIX века, — «неисправимый», описанный в другой книге Фуко, посвящённой психиатрии: «Истории безумия в классическую эпоху». В XVIII веке «неисправимые» были обитателями исправительных учреждений, находясь в них по причине дурного поведения: «неисправимыми» являлись, в частности, развратник, расточитель, гомосексуал. В отличие от монстра, который существует на пересечении политико-судебной власти и естествознания, «неисправимый» пребывает вне действия собственно закона, в пространстве рода, клана, семьи, просящих у власти разрешения исключить из своей среды «паршивую овцу». Механизмы, породившие «неисправимого», относятся к области дисциплинарных практик, методов «нормализации» поведения, формирующихся в XVII—XVIII веках в армии, школах, мастерских, а затем проникающих в семью. Цель этих практик — исправление, воспитание «души» индивида, побуждение его к раскаянию, воспитание навыков пребывания в коллективе. Отличительным свойством «неисправимого» является именно его «неисправимость», но именно по этой причине он стал главным объектом различных коррекционных техник.
Третьей фигурой, предшествующей «ненормальному», является онанист. Как отмечает Фуко, нормативно-патологическое пространство, в котором существуют «ненормальные», и применяемая к ним технология нормализации пересекается с другими процессами нормализации, объектом которых является повседневная сексуальность. Распространённое утверждение, что сексуальность на Западе замалчивается, ошибочно; напротив, согласно Фуко, от индивида постоянно требуют исповеди о своей сексуальности. Благодаря этому акцентированию сексуальности по соседству с «политической анатомией тела» возникает «моральная физиология плоти», что, в свою очередь, приводит к появлению в дисциплинарном пространстве «тела-желания» и «тела-удовольствия». Подвергнув подробному анализу церковную систему исповеди о сексуальности, Фуко отмечает, что в XVIII веке на смену исповедальному дискурсу приходит «крестовый поход» против мастурбации, сопоставимый по своему размаху с охотой на ведьм, происходившей в XVI—XVII вв.
Дискурс этого «крестового похода» отличается как от христианского дискурса плоти, так и от того, что впоследствии назовут психопатологией сексуальности. Вместо понятий желания и удовольствия и вместо морализации здесь присутствуют соматизация и патологизация, проявляющиеся в трёх формах: 1) фикция тотальной болезни; 2) представление о мастурбации как о возможной причине любой реальной болезни; 3) наведённый ипохондрический бред, при котором люди приписывают себе медицинские симптомы. Мастурбация в рамках этого дискурса благодаря стараниям врачей носит характер всеобщей полиморфной этиологии, имея отношение ко всему полю патологического и вызывая как телесные, так и психические заболевания. Основной мишенью «крестового похода» становится семья; в семейном пространстве осуществляется постоянный надзор, и в результате формируется новое «семейное тело». Отношение родители/дети теперь сходно с отношением врач/больной. Разрастание «нормализации», устанавливающей теперь контроль и над детьми, приводит к тому, что власть действует уже и в сердцевине «малой» семьи, вторгается в пространство комнаты и кровати, обязывает родителей постоянно следить за сексуальными проявлениями своих детей. В случае же обнаружения у ребёнка онанизма родители должны были немедленно обратиться к врачу, а тот — применить к юному онанисту ряд коррекционных мер. Детство становится основным орудием психиатризации; в период вековой борьбы с мастурбацией существенное значение приобретает и тема инцеста, лёгшая в основу психоанализа.
Существовавшие в классическую эпоху отдельно друг от друга, к концу XIX века монстр, неисправимый и мастурбатор сливаются воедино с точки зрения власти, хотя в научной области они оставались относительно независимыми друг от друга: монстр представляет собой объект тератологии и эмбриологии, неисправимый — психопатологии, а мастурбатор — теории сексуальности. При этом именно мастурбатор, будучи соотнесён с целой системой сексуальных отклонений, оказывается на переднем плане с точки зрения «нормализующих» механизмов (что играет особую роль в рождении психоанализа). Главный объект воздействия для власти теперь — человеческое «желающее тело», вступающее в конфликт с общественными нормами. «Проблема детской сексуальности» в ХХ столетии оказывается, как пишет Фуко, «исключительно эффективным объяснительным принципом для аномалий всякого рода». Таким образом, власть приблизилась вплотную к каждому отдельному индивиду, опутав его густой сетью исправительно-карательных механизмов, служащих как цели интеграции «ненормальных», так и цели защиты социума от них.
Психиатризация детства и связанное с ней учение о вырождении, «открытие» психиатрией инстинкта позволили психиатрии охватить всю сферу, назначенную ей организацией механизмов власти. Это произошло благодаря тому, что детство явилось своего рода фильтром для анализа поведения, обеспечив его психиатризацию (как только инфантильность ребёнка становится критерием, позволяющим оценить «нарушение поведения» — иными словами, задержку в развитии, — для обнаружения психических симптомов становится достаточно лишь отыскать следы этой инфантильности в поступках, и в результате поведение взрослых, если в нём выявляются признаки инфантильности, подвергается психиатризации). Кроме того, проблематизация инфантильности дала возможность связать прежде не связанные друг с другом удовольствие, инстинкт и слабоумие; и наконец, психиатрии удалось теперь вступить в корреляцию с неврологией и общей биологией. Психиатрия становится наукой о поведенческой и структурной инфантильности, но при этом вдобавок и наукой о нормальном и ненормальном поведении. Психиатрическая власть, сформировавшаяся к середине XIX века, контролирует, как ни странно, непатологические (депатологизированные) объекты: медицинская власть над непатологическим.
Понятие вырождения и связанный с ним анализ наследственности явились основой для расизма: расизма в отношении ненормального, когда речь идёт о психиатрии конца XIX столетия, и расизма этнического — в психиатрии XX века. Как утверждает в связи с этим Фуко, «…я считаю, что новые формы расизма, возникшие в Европе в конце XIX и в начале XX века, следует исторически соотносить с психиатрией».
Основная особенность ненормального заключается в том, что, хотя он и является «преступником» с точки зрения власти, он подвергается осуждению не столько в рамках закона, сколько теми или иными промежуточными инстанциями. В рамках сложившейся властной системы любой социально-воспитательный институт (например, армия, школа, семья, психиатрическая лечебница) заключает в себе часть судебных функций, так как они оценивают поведение человека и стараются привести его в соответствие с определённой «нормой». При вынесении же приговора обвиняемому правосудие опирается на мнение этих институтов: его приговор основывается не только на факте нарушения закона, но и на характеристиках личности подсудимого. Отсюда проистекает особое значение судебно-медицинской экспертизы, анализом которой Фуко начинал свой курс лекций: тексты экспертиз пользуются определённым приоритетом среди доказательств, как и, например, показания полицейских. Фуко отмечает, что одной из функций судебно-медицинской экспертизы является «удвоение преступления целым рядом других, отличающихся от правонарушения вещей: рядом манер поведения, образом жизни, который в дискурсе психиатра-эксперта… предстаёт как причина, отправная точка правонарушения».